# Hreidmar
In der Nordischen Mythologie war Hreidmar (altnordisch Hreiðmarr) der habgierige König und Zauberer eines Zwergen- oder Riesen-Volkes, Vater der Brüder Fafnir, Otur und Reginn und der Schwestern Lyngheid und Lofnheid.
Hreidmar setzte mit Hilfe seiner Söhne die Asen Odin, Hönir und Loki nach dem Totschlag an Otur mit unzerbrechlichen Ketten gefangen. Diese mussten ihm als Wergeld den Goldschatz des Andwari aushändigen.
Fafnir tötete seinen Vater wegen des Schatzes, auf dem der Fluch des Andwari lag.
Im Sterben liegend forderte er seine Tochter Lyngheid auf, dafür zu sorgen, dass sie eine Tochter gebiert, deren Sohn den Mord an ihm rächen solle.